# Contre-plan
Pour plus de détails, voir Fiche technique et Distribution.
Contre-plan (titre original russe : Встречный, Vstretchni) est un long-métrage soviétique coréalisé par Fridrikh Ermler et Sergueï Ioutkevitch aux studios Lenfilm et sorti en 1932. Le film comporte les éléments de propagande faisant l'apologie d'un travailleur soviétique qui ne ménage pas ses forces. Le film est également célèbre pour la chanson du même nom qui y est interprétée, écrite par Boris Kornilov sur la musique de Dmitri Chostakovitch,, qui reprend elle-même un thème folklorique russe que l'on retrouve dans Petrouchka d’Igor Stravinsky et encore avant dans la Symphonie no 1 de Taneïev.

## Synopsis
Des ouvriers de Leningrad relèvent le défi d'un contre-plan, visant à dépasser les objectifs de planification économique gouvernementale.

## Fiche technique
- Titre : Contre-plan
- Titre original : Встречный, Vstretchny
- Réalisation : Fridrikh Ermler, Sergueï Ioutkevitch
- Scénario : Leonid Lioubachevski, Fridrikh Ermler, Sergueï Ioutkevitch, Leo Arnchtam
- Photographie : Vladimir Rapoport (en)
- Cadreur : Aleksandr Gintsburg
- Direction artistique : Boris Doubrovski-Echke (ru)
- Musique : Dmitri Chostakovitch
- Son : Ilia Volk, Ivan Dmitriev
- Format : Noir et blanc - 1,37:1 - 35mm
- Production : Lenfilm
- Durée : 118 minutes
- Langue : russe
- Date de sortie : URSS : 7 novembre 1932

## Distribution
- Vladimir Gardine : Semion Babtchenko, ouvrier
- Tatiana Gouretskaia : Katia
- Andrei Abrikossov : Pavel Ilyne, contremaître
- Maria Blumenthal-Tamarina : Babtchikha, femme de Semion Babtchenko
- Boris Tenine : Vassia, secrétaire du comité du parti local
- Boris Poslavski (ru) : Skvortsov, saboteur
- Maria Pototskaïa (ru) : mère de Skvortsov
- Vladimir Sladkopevtsev (ru) : Morgoun
- Yakov Goudkine (ru) : Yachka Tchoutochkine
- Nikolaï Mitchourine (ru) : maître
- Leonid Alekseïev : directeur d'usine
- Nikolaï Kozlovski : Lazarev, ingénieur
- Piotr Aleïnikov : Slepnitsyne, ouvrier (non crédité)
- Stepan Krylov : ouvrier (non crédité)
- Nikolaï Tcherkassov : milicien (non crédité)
- Zoïa Fiodorova : femme de Yachka Tchoutochkine (non crédité)